# Advanced Mobile Location
Advanced Mobile Location (AML) ist ein quelloffener Dienst zur Positionsbestimmung von Anrufern bei Nutzung einer Notrufnummer.

## Funktionsweise
Wählt der Anrufer eine der im System hinterlegten AML-tauglichen Notrufnummern, so aktiviert das Handy zu Gesprächsbeginn automatisch WLAN und Satellitennavigation, auch wenn das vorher noch nicht der Fall war bzw. diese Funktionen am Endgerät dauerhaft deaktiviert wurden. Sobald das Smartphone eine Position ermitteln konnte – meistens nach wenigen Sekunden – werden diese Daten automatisch per SMS oder über HTTPS an einen zentralen Server übermittelt, von dem die Leitstelle die Daten abrufen kann. Eine aktive Internetverbindung wird nur bei Nutzung von HTTPS benötigt. Welcher Transportweg verwendet wird, hängt vom Land ab, in dem der Notruf abgesetzt wird.

## Vorteile von AML
Im Jahr 2018 wurden in Europa 73 % der Notrufe über Mobiltelefone abgesetzt. Die früher oft verwendete einfache „Ortung“ des Festnetzes über den Telefonbucheintrag bzw. die beim Provider hinterlegte Adresse des Kunden ist also zunehmend nicht mehr hilfreich.
Anrufer, die aus dem Mobilfunknetz den Notruf wählen, wissen oft nur sehr vage, wo sie sich befinden. Insbesondere im ländlichen Raum ohne nahe Straßenschilder kann es schwierig sein, seinen Standort in Worten zu beschreiben. Aber auch in Städten fällt es vielen Notrufern schwer, auch aufgrund der mit dem Notfall einhergehenden Stresssituation, den Einsatzort genau mitzuteilen. Auch bei Sprachbarrieren oder aus medizinischen Gründen eingeschränkter räumlicher Orientierung des Notrufers kann eine genaue Festlegung des Notfallorts unmöglich sein.
Liegen den Leitstellen automatisch übermittelte Positionsdaten vor, kann dies die Einsatzaufnahme und Alarmierung von Rettungsmitteln deutlich beschleunigen.

## Rechtslage
In der im Dezember 2018 in Kraft getretenen Richtlinie (EU) 2018/1972 werden die Mitgliedsstaaten dazu verpflichtet sicherzustellen, dass der Leitstelle Informationen zum Anruferstandort des Notrufers bereitgestellt werden. Dazu gehören explizit auch „vom Mobilgerät gewonnene Angaben zum Standort des Anrufers“.

## Situation in Deutschland
Für Deutschland werden die AML-Endpunkte seit Oktober 2019 redundant durch die Berliner Feuerwehr sowie die Integrierte Leitstelle Freiburg – Breisgau-Hochschwarzwald bereitgestellt, zum Start waren ein Drittel der deutschen Leitstellen angebunden. Zwei Jahre nach dem Start haben bereits 223 von 234 Leitstellen Zugriff, das entspricht 95 % der Bevölkerung.
Im Jahr 2023 haben auch die restlichen Leitstellen in Deutschland einen Zugang zu dem AML-Endpunkt beantragt. Dadurch sind seit 2024 alle 234 Leitstellen in der Lage die Positionsdaten abzurufen.
Die Übermittlung der Positionsdaten erfolgt in Deutschland durch eine kostenlose SMS, dadurch ist eine Übermittlung auch ohne mobiles Internet möglich.
Aufgrund von Datenschutzbedenken erfolgte die Einführung später als in anderen Ländern, ein von einer Arbeitsgruppe der Datenschutzkonferenz geprüftes Konzept ermöglichte die Erprobung. Die Rufnummer des Anrufers wird gehasht gespeichert und die Positionsinformationen nach 60 Minuten gelöscht. Das Endgerät übermittelt den Standort zu Beginn des Anrufs, nach 15 Sekunden sowie nach 30 Sekunden, um eine korrekte Lokalisierung sicherzustellen.
Die Endpunkte werden für eine dreijährige Pilotphase kostenlos von den betreibenden Feuerwehren bereitgestellt.
Die Polizei bekommt bei Notrufen über die 110 mittlerweile in einigen Bundesländern ebenfalls AML Ortungsdaten übermittelt. Die rechtliche Grundlage muss aber in den jeweiligen Bundesländern einzeln geschaffen werden. Der AML-Endpunkt wird von der Polizei Baden-Würtenberg betrieben.

## Verbreitung
Unterstützt wird die Verbreitung von AML durch die European Emergency Number Association (EENA) und die EU-Kommission.
Google nennt seine 2016 begonnene Integration in das Betriebssystem Android Emergency Location Service (ELS).
Google gibt an, dass 99 % der weltweit verbreiteten Android-Geräte AML/ELS unterstützen. Voraussetzung ist die Android-Version 2.3 oder höher. ELS ist kein Bestandteil des Android Open Source Project (AOSP), sondern der proprietären Google-Play-Dienste. Daher ist ELS bei freien AOSP-Implementierungen wie LineageOS ohne die Google-Play-Dienste nicht verfügbar. Bei vorhandenen Google-Play-Diensten ist ELS standardmäßig aktiviert, kann aber in den Einstellungen deaktiviert werden.
Apple hat AML erst mit iOS 11.3 im März 2018 eingeführt und schaltete AML Ende 2019 mit iOS 13.3 in Deutschland frei.
Derzeit ist AML unter anderem in folgenden Ländern in Verwendung:
- Belgien
- Deutschland[3][4]
- Dänemark
- Dubai
- Estland
- Finnland
- Irland
- Island
- Litauen
- Neuseeland
- Niederlande
- Norwegen
- Österreich
- Schweden
- Schweiz[18]
- Slowenien
- Vereinigte Staaten (nicht flächendeckend, nicht durch alle Mobilfunknetzbetreiber unterstützt)
- Vereinigtes Königreich von Großbritannien und Nordirland

Der Service funktioniert in den genannten Ländern unabhängig vom jeweiligen Mobilfunknetz.

## Grenzen von AML
AML funktioniert nicht im „Limited service mode“. Der tritt ein, wenn ein Mobilfunkteilnehmer den Notruf 112 wählt, aber das Netz seines Mobilfunkbetreibers am Standort nicht verfügbar ist. Der „Limited service mode“ ermöglicht dann zwar den Notruf über ein anderes Netz, das am Standort verfügbar ist. Unter dieser Bedingung ist nur der Sprachanruf möglich, aber keine SMS. Nutzt der Notrufer kein Smartphone, sondern ein herkömmliches älteres Mobiltelefon, können ebenfalls keine Positionsdaten übermittelt werden.
Wird ein Notruf von einem Dual-SIM-Smartphone gewählt, dann besteht die Gefahr, dass die anrufende Nummer von der Rufnummer abweicht, die im AML-Datenpaket übermittelt wird.

## Alternative Techniken
Einige Leitstellen in Deutschland halten Smartphones mit Messengerdiensten bereit, über die der Notrufer seinen Standort übermitteln kann. Dies setzt aber einen vorherigen gegenseitigen Austausch der Mobilfunkrufnummern und die Installation derselben Messenger-App auf beiden Smartphones voraus.
Andere Leitstellen senden dem Anrufer eine SMS mit einem Hyperlink, den der Anrufer auf seinem Smartphone-Webbrowser öffnen muss. Durch Öffnen des Links werden die Positionsdaten an die Leitstelle übermittelt. Hierfür ist allerdings das aktive Mitwirken des Notrufers und eine Freischaltung der Ortungsdienste auf dem Smartphone des Notrufers erforderlich. Dadurch ergibt sich eine längere Wartezeit, bis die Positionsdaten in der Leitstelle eintreffen.
Die GSM Association hat vorgeschlagen, in Zukunft Notrufe per Voice over LTE als SIP-Verbindungen zu führen, bei dem im Header die Standortdaten automatisch mitübermittelt werden.